# Argiope cameloides
Argiope cameloides är en spindelart som beskrevs av Zhu och Song 1994. Argiope cameloides ingår i släktet Argiope och familjen hjulspindlar. Inga underarter finns listade i Catalogue of Life.